# Chelan Simmons
Chelan Simmons (Vancouver, Colúmbia Britânica,  29 de Outubro de 1982) é uma atriz e ex-modelo canadense.
Simmons é a filha do meio de três irmãos (um irmão mais novo e uma irmã mais velha).
O seu primeiro papel no cinema foi a primeira vítima no filme de terror It (1990) em que estrelou como Laurie Anne. O seu papel mais reconhecido esta no filme: Final Destination 3 (2006) interpretando Ashley Freund. Ela também fez participações em episódios das séries de televisão Smallville e Supernatural. Chelan também encenou Hillary na série Kyle XY entre 2006 e 2009 em 24 episódios. Em 2010 esteve no filme Percy Jackson & the Olympians: The Lightning Thief.

## Carreira
Ela queria se tornar uma atriz com apenas três anos, mas ela esperou quando fez cinco anos, a prosseguir uma carreira. Ela começou como modelo e apareceu em comerciais. O seu primeiro trabalho como atriz, foi em uma participação especial no filme Deep Sleep. Mais o seu primeiro papel notável foi no filme de terror It, no qual interpretou Laurie Anne a primeira vítima do palhaço Pennywise (Tim Curry).
Ela depois apareceu em programas de TV, como no show da MTV's Now What?, Edgemont como Crystal em 11 episódios. Ela esteve no filme de TV Carrie, Monster Island, Snakehead Terror e Wonderfalls.
Em 2005, ela estava no elenco da comédia The Long Weekend, antes de estrelar como Ashley Freund em Final Destination 3, possivelmente um de seus melhores papéis no cinema, depois de Final Destination 3 ela desenvolveu uma grande amizade com Crystal Lowe o que levou a morarem juntas em um apartamento em Las Vegas. No mesmo ano, ela também atuou em Dr. Dolittle 3 e fez uma participação especial em John Tucker Must Die. Ela ganhou o papel da personagem recorrente, Hillary na série da ABC Kyle XY. Ela retratou Hillary por três anos até que a série foi cancelada em 2009. Ela também teve um papel em Good Luck Chuck é retratou Lindsay Lohan no filme de TV Paparazzi Princess: The Paris Hilton Story. Devido a muitos papéis do gênero de terror ela é considerada uma rainha moderna do grito.
Mais recentemente, ela esteve no filme Percy Jackson & the Olympians: The Lightning Thief. Ela também estrelou o filme de terror Tucker & Dale vs Evil. Ela está definida para aparecer em Dark Star Hollow dirigido por John Carl Buechler. Ela também esteve na série The L.A. Complex. Simmons também emprestou sua voz para a animação de TV Action Dad.
Em 2013, Simmons fez uma participação especial em um episódio do seriado Hannibal, como Gretchen Speck.

## Filmografia

### Filmes
| Ano  | Título                                             | Papel                  | Notas                 |
| ---- | -------------------------------------------------- | ---------------------- | --------------------- |
| 1990 | Deep Sleep                                         | Shelly McBride (jovem) | Sem créditos          |
| 1990 | It                                                 | Laurie Anne            | Telefilme             |
| 1991 | Bingo                                              | Cindy Thompson         |                       |
| 1992 | Bitsy Bears                                        | Whirly / Tickles (voz) | Telefilme             |
| 2000 | Ratz                                               | Jennifer Martin        | Telefilme             |
| 2001 | The Sports Pages                                   | Fé                     | Telefilme             |
| 2002 | Video Voyeur: The Susan Wilson Story               | Amber Henson           | Telefilme             |
| 2002 | Carrie                                             | Helen Shyres           | Telefilme             |
| 2004 | Monster Island                                     | Jen                    | Telefilme             |
| 2004 | Snakehead Terror                                   | Amber James            | Direto para DVD       |
| 2005 | Chupacabra: Dark Seas                              | Jenny                  | Direto para DVD       |
| 2005 | The Harp                                           | Namorada               | Curta-metragem        |
| 2005 | The Long Weekend                                   | Susie                  |                       |
| 2006 | Caved In: Prehistoric Terror                       | Emily Palmer           | Telefilme             |
| 2006 | Final Destination 3                                | Ashley Freund          |                       |
| 2006 | Dr. Dolittle 3                                     | Vivica                 | Direto para DVD       |
| 2006 | John Tucker Must Die                               | Garçonete Chorando     | Participação especial |
| 2007 | Wind Chill                                         | Mulher Loura           | Participação especial |
| 2007 | Good Luck Chuck                                    | Carol                  |                       |
| 2008 | Ogre                                               | Hope Henry             | Telefilme             |
| 2008 | Paparazzi Princess: The Paris Hilton Story         | Lindsay Lohan          | Telefilme             |
| 2008 | Thomas Kinkade's Home for Christmas                | Miss Placerville       | Direto para DVD       |
| 2009 | Malibu Shark Attack                                | Jenny                  | Telefilme             |
| 2009 | Sorority Wars                                      | Casadee                | Telefilme             |
| 2009 | Ice Twisters                                       | Nora Elman             | Telefilme             |
| 2010 | Tucker & Dale vs Evil                              | Chloe                  |                       |
| 2010 | Percy Jackson & the Olympians: The Lightning Thief | Lotófagos              | Participação especial |
| 2010 | Seduced by Lies                                    | Tia Colton             | Telefilme             |
| 2012 | A Christmas Wedding Date                           | Molly Townsend         | Telefilme             |
| 2013 | Christmas Bounty                                   | Liz                    | Telefilme             |
| 2014 | See No Evil 2                                      | Kayla                  |                       |
| 2014 | Veiled Threats                                     | Nicky Perry            | Telefilme             |

### Televisão
| Ano  | Título                       | Papel                       | Notas                                                     |
| ---- | ---------------------------- | --------------------------- | --------------------------------------------------------- |
| 1991 | Scene of the Crime           | Lori                        | Episódio: "Show and Tell"                                 |
| 1991 | Captain Zed and the Zee Zone | Vozes adicionais            | Série de televisão                                        |
| 1993 | The Bots Master              | Vozes adicionais            | Série de televisão                                        |
| 1993 | Jack's Place                 | Jovem Garota (sem créditos) | Episódio: "Faithful Henry"                                |
| 2000 | 2gether: The Series          | Garota                      | Episódio: "Dead"                                          |
| 2001 | Special Unit 2               | Segunda Garota              | Episódio: "The Eve"                                       |
| 2001 | The Sausage Factory          | Cindy                       | 4 episódios (2001-2002)                                   |
| 2001 | Edgemont                     | Crystal                     | 11 episódios (2001-2002)                                  |
| 2002 | Smallville                   | Felice Chandler             | Episódio: "Drone"                                         |
| 2004 | Wonderfalls                  | Gretchen Speck-Horowitz     | Episódios: "Wax Lion", "Pink Flamingos"                   |
| 2004 | Smallville                   | Rhonda                      | Episódio: "Devoted"                                       |
| 2005 | Zixx: Level Two              | Louise                      | Episódios: "Trust No One", "Now You See Him"              |
| 2005 | The Collector                | O Diabo / Spokesmodel       | Episódio: "The UFOlogist"                                 |
| 2005 | Supernatural                 | Jill                        | Episódio: "Bloody Mary"                                   |
| 2005 | Stargate Atlantis            | Mara                        | Episódio: "The Tower"                                     |
| 2006 | Men in Trees                 | Tiffanii                    | Episódios: "For What It's Worth", "Sink or Swim"          |
| 2006 | Psych                        | Bianca                      | 2 episódios (2006-2007)                                   |
| 2006 | Kyle XY                      | Hillary Shepard             | 28 episódios (2006-2009)                                  |
| 2007 | About a Girl                 | Stacy                       | 3 episódios                                               |
| 2007 | Whistler                     | Modelo                      | Episódios: "The Rules of Attachment: Parte 1", "Last Run" |
| 2010 | Always a Bridesmaid          | Savannah Springs            | 4 episódios                                               |
| 2012 | Action Dad                   | Liz Ramsey (voz)            | 22 episódios                                              |
| 2012 | The L.A. Complex             | Alicia Lowe                 | 9 episódios                                               |
| 2012 | How I Met Your Mother        | Brandi                      | 3 episódios                                               |
| 2013 | Mr. Young                    | Barbie Roboto               | Episódio: "Mr. and Mrs. Roboto"                           |
| 2013 | Hannibal                     | Gretchen Speck              | Episódio: "Amuse-Bouche"                                  |
| 2013 | Grey's Anatomy               | Brenda                      | Episódio: "Do You Believe in Magic"                       |
| 2014 | Toby the Vampire Slayer      | Tatum                       | Episódio: "Wake Up and Smell the Coffee"                  |